# Laurent Bouvet (politologue)
Pour les articles homonymes, voir Laurent Bouvet et Bouvet.
Laurent Bouvet est un professeur des universités en science politique et essayiste français, né le 9 juillet 1968 à Paris et mort le 18 décembre 2021 dans la même ville. Il a été également professeur d'université à Nice pendant dix ans puis, à partir de 2011, en science politique à Versailles-Saint-Quentin-en-Yvelines.
Militant du Parti socialiste de 1988 à 2007, il devient l'un des représentants de La Gauche populaire. En 2016, il participe à la fondation du Printemps républicain.

## Biographie

### Famille
Laurent Bouvet naît le 9 juillet 1968 dans le 12e arrondissement de Paris. Selon Libération, il est « issu d'un milieu modeste, père ouvrier et mère employée de banque », dans le Val-de-Marne. Son père lit Le Canard enchaîné.
L'épouse de Laurent Bouvet, Astrid Panosyan-Bouvet, directrice générale d'Unibail-Rodamco-Westfield jusqu’en 2021, est cofondatrice d'En marche, nom initial du parti politique d’Emmanuel Macron ; élue députée en juin 2022, elle est nommée ministre du Travail et de l'Emploi sous le gouvernement de Michel Barnier le 21 septembre 2024.
Le couple a eu deux filles,,.

### Carrière universitaire
Diplômé de l'Institut d'études politiques de Paris (1989), Laurent Bouvet est titulaire d'un diplôme d'études approfondies (DEA) de sociologie politique obtenu à l'École des hautes études en sciences sociales (EHESS). Sous la direction de Pierre Rosanvallon, il y soutient en 1998 une thèse de doctorat intitulée « E pluribus unum ? : la nouvelle question identitaire américaine », qui demeure non publiée à ce jour. Libération indique que son mémoire de DEA et sa thèse sur le multiculturalisme américain l'ont conduit à devenir « un spécialiste de la laïcité à la française ».
Reçu à l'agrégation de science politique en 2001, il est professeur pendant dix ans à l'université de Nice, expérience qu'il qualifie ensuite de « purgatoire », Laurent Bouvet est nommé en 2011 professeur à la faculté de droit et de science politique de l'université de Versailles – Saint-Quentin-en-Yvelines (UVSQ).
Les prises de position et les controverses provoquées par Laurent Bouvet dans ses essais et sur les réseaux sociaux ont progressivement suscité la « défiance de ses pairs ». Il rompt avec Pierre Rosanvallon après la publication de l'essai de Daniel Lindenberg, en 2002, Le Rappel à l'ordre : Enquête sur les nouveaux réactionnaires, se refusant à « dresser la liste de ceux qui pensent mal ». Outre le rejet de dernière minute de la candidature de Laurent Bouvet au poste de directeur du Centre de recherches politiques de Sciences Po (CEVIPOF), centre de recherche placé sous la double tutelle de Sciences Po et du CNRS en 2013, la rupture avec son ancien directeur de thèse Pierre Rosanvallon, désormais professeur au Collège de France, est consommée en 2018. Ce dernier souligne dans Le Monde que Laurent Bouvet « a préféré être sur le devant de la scène comme auteur d’essais plutôt que de livres de fond », concluant qu'« [il] n’a réussi ni sa carrière politique ni à devenir un intellectuel vraiment marquant. » A contrario, Laurent Bouvet est décrit comme « courageux et loyal » par la sociologue Dominique Schnapper. En 2018, Le Monde indique qu'il « se tient aujourd’hui à distance du milieu académique, sèche les colloques et snobe les revues scientifiques. »

### Carrière politique
À partir de 1988, il milite à la section de Sciences Po  de l'UNEF, dont il devient le secrétaire général, et à SOS Racisme, dont il pense « déjà du mal ».
Adhérent du Parti socialiste de 1988 à 2007, il intègre le conseil scientifique du cercle de réflexion (think tank) Terra Nova, au moment de la création de celui-ci en 2008. Deux ans plus tard, en 2010, il rejoint la fondation Jean-Jaurès, proche du Parti socialiste, et de 2012 à 2015, il est directeur de l'Observatoire de la vie politique (OVIPOL) de cette fondation.
Il contribue à populariser la notion d'« insécurité culturelle », dont seraient victimes les classes populaires et qui expliquerait en partie le vote Front national. Christophe Guilluy, le fondateur du concept, critique l'utilisation dévoyée qu'en fait Laurent Bouvet, rappelant que « le concept opérationnel pour des logeurs sociaux, pour décrire le ressenti des catégories populaires confrontées à l'intensification des flux migratoires dans le contexte nouveau de l'émergence d'une société multiculturelle » ne cible, chez Bouvet, que les étrangers et les musulmans.
À partir de 2018, il siège au sein du Conseil des sages de la laïcité, mis en place par le ministre de l'Éducation nationale Jean-Michel Blanquer.
En février 2016, il est nommé membre du Conseil scientifique de la Délégation interministérielle à la lutte contre le racisme et l'antisémitisme (DILCRA), laquelle est rattachée à Matignon ainsi qu'au ministère de l'Intérieur et placée sous l'autorité du préfet Gilles Clavreul. Le conseil qui est présidé par Dominique Schnapper, compte parmi ses membres des chercheurs tels que Gilles Kepel, Nonna Mayer, Gérard Noiriel, Pascal Perrineau, et Benjamin Stora.

### Mort
Le 28 novembre 2021, il annonce sur son compte Facebook quitter le réseau social et renoncer à toute prise de parole publique pour raison de santé. Il précise être atteint d'une maladie neuro-dégénérative, la sclérose latérale amyotrophique, appelée SLA ou « maladie de Charcot », qui le prive peu à peu de l'usage de ses membres et de la parole. Il meurt à Paris le 18 décembre 2021, à l'âge de 53 ans.
Dans un communiqué, la présidence de la République salue un « défenseur inlassable de la laïcité française » et affirme que « le paysage intellectuel français est aujourd’hui orphelin d’un de ses aiguillons les plus vifs ».
Il est inhumé au cimetière du Père-Lachaise (division 62, à gauche de Joseph Joffo).

## Postérité
À l'annonce de son décès, il est décrit par Le Point comme « l’une des rares voix de gauche ouvertement engagée dans le combat pour la laïcité et contre l'islam politique, le relativisme culturel ou la pensée décoloniale qui irriguent le monde universitaire. »
En 2022, les éditions de l'Observatoire publient un livre d'hommages, Laurent Bouvet, portrait d'un intellectuel engagé, avec des contributions de Dominique Schnapper, Raphaël Enthoven, Pierre-Henri Tavoillot, Brice Couturier, Pierre-André Taguieff, Marcel Gauchet et Nathalie Wolff. 
En 2024, Aurélien Bellanger en fait le personnage principal de son roman Les Derniers Jours du Parti socialiste, qui provoque une controverse à sa parution, en particulier chez les proches du Printemps républicain.

## Engagement
Laurent Bouvet s'engage en politique lors de ses études à Sciences Po Paris en manifestant « contre Chirac et contre Pasqua », dit-il. Il milite au Parti socialiste (PS) de 1988 à 2007. En 1988, il s'inscrit également à l'Union nationale des étudiants de France (UNEF).
Il est rédacteur en chef entre 1998 et 2001 de La Revue socialiste. En 2001, lorsque la secrétaire nationale chargée des femmes Michèle Sabban énonce le principe « tout sortant ne se représentant pas sera remplacé par une femme », il lance un appel de protestation avec trois autres jeunes cadres du PS, affirmant que ce principe mettrait à l'écart des responsabilités « les trentenaires socialistes de sexe masculin ».
Il est brièvement secrétaire général de La République des idées, un groupe de réflexion orienté au centre-gauche en 2002. En 2008, il rejoint le conseil scientifique du think tank Terra Nova, qu'il finira par quitter, « dénonçant le culte des minorités qui mène selon lui la gauche dans le mur ». Il co-fonde alors La Gauche populaire, qui défend au contraire une reconquête des classes populaires.
Il s'éloigne progressivement du PS dont « l’idéologie dominante » défendrait, selon ses termes, « des positions libérales sur le plan économique et multiculturaliste[s] sur le plan culturel ». Slate indique qu'il se fait connaître « pour des positions quelque peu iconoclastes » au sein du PS, « tel cet appel contre la parité femmes-hommes lancé en 2001, sur lequel quelques-uns des signataires qui se sentiront mis à l'écart parce qu'ils sont des hommes renchériront dans la revue Paroles de gauche ».
À partir de 2014, il est un invité régulier du FigaroVox,.
Le 20 mars 2016, Laurent Bouvet lance officiellement, avec notamment le délégué interministériel à la lutte contre le racisme et l'antisémitisme Gilles Clavreul, le mouvement politique du Printemps républicain. Le manifeste de ce mouvement qui entend rassembler les citoyens autour des valeurs fondamentales de la laïcité et du pacte républicain, compte parmi ses signataires des personnalités telles qu'Élisabeth Badinter, Kamel Daoud, Marcel Gauchet et Fleur Pellerin. La première réunion de cette association rassemble des membres du PS attachés à une définition stricte de la laïcité ainsi que des « souverainistes » de l'hebdomadaire Marianne et du mensuel Causeur,. Slate relève l'évolution idéologique de Laurent Bouvet : « Dans une note pour la Fondation Jean-Jaurès intitulée « Un Royaume-Uni plus fort en Europe grâce à la troisième voie » et datée d'août 1999, l'universitaire défendait même le modèle anglo-saxon de l'époque blairiste, censé « réconcilier tradition socialiste et tradition libérale […] et placer la “troisième voie” au cœur de la doctrine de la gauche européenne pour le XXIe siècle » », soit « un modèle libéral certes, mais aussi multiculturel, aujourd'hui dénoncé avec force par le Printemps républicain ». Selon Gilles Finchelstein, « Bouvet a acquis la conviction que l’identité est le sujet crucial aujourd’hui. C’est un libéral de gauche qui est allé vers un républicanisme traditionnel ».
En janvier 2017, lors de l'élection primaire de la gauche, il dit à propos de Manuel Valls qu'il « est proche de [son] idée d’une gauche républicaine ». Il indique avoir voté pour Emmanuel Macron aux deux tours de l'élection présidentielle de 2017.
Jugeant le mouvement des Gilets jaunes « intéressant et sympathique » à ses débuts, « il s'en dissocie vite quand arrive la casse ».
À partir de la fondation du Printemps républicain, Laurent Bouvet est régulièrement impliqué dans des polémiques autour de l'islam, notamment sur Twitter où il est très actif. Il est pris à partie lors de la « marche contre l'islamophobie » qui se tient à Paris le 10 novembre 2019.

## Controverses

### Chanteuse deThe Voice
En février 2018, il lui est reproché d'avoir pris position en faveur de l'éviction de la candidate voilée Mennel Ibtissem dans le télé-crochet The Voice, à la suite de la révélation de tweets complotistes dont elle est l’auteur, à propos des attentats du 14 juillet 2016 à Nice, revendiquant l'exactitude mais regrettant l'interprétation qui en avait été faite. Lors du retrait de Mennel de l'émission, le mouvement que co-dirige Laurent Bouvet, le Printemps républicain, est accusé par plusieurs médias d'avoir été à la tête d'une « chasse aux sorcières » sur les réseaux sociaux car la candidate portait un turban,. Le Printemps républicain répond :

« Nous n’avons pas obtenu le départ forcé de Mennel, la jeune candidate de The Voice, pour la simple et bonne raison que nous ne l’avons ni demandé, ni souhaité. »

### Militante de l'UNEF
En mai 2018, un de ses messages Twitter suscite la polémique : Bouvet s'interroge sur la cohérence entre le fait que Maryam Pougetoux (présidente de l'UNEF) porte le voile à la télévision, et les valeurs défendues par le syndicat étudiant. Sa réaction est critiquée et qualifiée d'« islamophobe » par l'UNEF, Rokhaya Diallo, et la journaliste du New York Times Aida Alami,. À la suite de cette polémique, il critique un article du New York Times, où Aida Alami dénonce la confusion présente en France entre laïcité et non-respect de la religion d'autrui. Celle-ci est défendue par des confrères américains et français, qui s'insurgent de l'ajout de guillemets au mot « journaliste » dans la réponse de Bouvet. L'un d'eux, James McAuley, précise : « Nous, les correspondants étrangers, avons tous écrit le même article sur #MaryamPougetoux cette semaine. »

### Sortie scolaire
En septembre 2019, alors membre du Conseil des sages de la laïcité (organe relevant du ministère de l'Éducation nationale) et en réaction à une campagne de la Fédération des conseils de parents d'élèves défendant le droit des mères voilées à accompagner les sorties scolaires, Laurent Bouvet a comparé, au travers d'une affiche parodique, les femmes voilées à des terroristes islamistes. La FCPE a annoncé déposer plainte pour incitation à la haine. Critiqué pour ce montage jugé islamophobe, Laurent Bouvet s'est défendu en invoquant l'« esprit Charlie », ayant diffusé d'autres montages, dont un avec Michael Jackson, aucun n'étant de sa création.

## Prix et bourses
- Bourse du Chicago Group on Modern France en 1995, avec Pechiney et l'American Can Company (en)
- Bourse Tocqueville de la French-American Foundation-France en 1997
- Bourse Lavoisier du ministère des Affaires étrangères en 1998
- Prix de thèse Marie-France-Toinet de la Société d’études nord-américaines en 1999[réf. souhaitée]

## Publications

### Monographies
- Le Communautarisme : mythes et réalités, Paris, Lignes de repères, 2007
- Le Sens du peuple : la gauche, la démocratie, le populisme, Paris, Gallimard, 2012
- L'Insécurité culturelle : sortir du malaise identitaire français, Paris, Fayard, 2015
- La Gauche zombie. Chroniques d'une malédiction politique, Paris, Lemieux éditeur, 2017
- La Nouvelle Question laïque - Choisir la République, Paris, Flammarion, 2019
- Le Péril identitaire, éditions de l'Observatoire, 2020

### Ouvrages collectifs
- Avec Thierry Chopin, Le Fédéraliste : la démocratie apprivoisée, Paris, Michalon, 1997
- Avec Jacques Delors, Donate Kluxen-Pyta et al., France-Allemagne : le bond en avant, Paris, éditions Odile Jacob, 1998
- Avec Laurent Baumel, L’Année zéro de la gauche, Paris, Michalon, 2003

### Dictionnaires et manuels
- Avec Christophe Giolito, La Culture générale à Sciences-Po, Paris, SEDES, 2009
- David Alcaud (dir.), Laurent Bouvet (dir.), Jean-Gabriel Contamin (dir.) et al., Dictionnaire de sciences politiques, Paris, Sirey, 2010

### Radio
- « Laurent Bouvet et le Printemps républicain », France Culture, Répliques par Alain Finkielkraut, avec Gilles Clavreul et Philippe Raynaud, le 7 septembre 2024.